# Balgo Hill Airport
Balgo Hill Airport är en flygplats i Australien. Den ligger i kommunen Halls Creek och delstaten Western Australia, omkring 1 800 kilometer nordost om delstatshuvudstaden Perth. Balgo Hill Airport ligger 429 meter över havet.
Trakten runt Balgo Hill Airport är nära nog obefolkad, med mindre än två invånare per kvadratkilometer.. Närmaste större samhälle är Balgo Hill, nära Balgo Hill Airport.
Omgivningarna runt Balgo Hill Airport är i huvudsak ett öppet busklandskap. Genomsnittlig årsnederbörd är 533 millimeter. Den regnigaste månaden är januari, med i genomsnitt 146 mm nederbörd, och den torraste är augusti, med 1 mm nederbörd.